# Britt Morgan
Britt Morgan (Tyler, Texas; 12 de agosto de 1963) es una ex actriz pornográfica, directora y guionista estadounidense.

## Biografía
Britt Morgan, nombre artístico de Regina McGee, nació en Texas en agosto de 1963. No se conocen muchos datos sobre su biografía anterior a 1987, año en que a sus 24 años entró en la industria pornográfica. Como actriz, trabajó para estudios como VCA Pictures, Caballero, Bizarre Video, Coast to Coast, Evil Angel, Cherry Boxxx, Sunshine, Fat Dog, Moonlight, Bizarre, Wicked Pictures, Pleasure Productions, Metro, Vivid, entre otros.
En 1989 recibió su primera nominación en los Premios AVN en la categoría de Mejor actriz de reparto por la película Taboo VI. Gracias a su relación sentimental con el director y guionista Jace Rocker, Morgan comenzó a desarrollar una faceta en la industria detrás de las cámaras, destacando como guionista, por el que ganó al año siguiente, en 1990, el premio al Mejor guion por Cheeks II: The Bitter End, película que protagonizó.
Su gran momento le llegó en 1992, pues ese año se llevó dos Premios AVN en las categorías de Mejor actriz de reparto por On Trial y al Mejor guion por Cheeks IV: A Backstreet Affair, que también protagonizaba.
Se retiró finalmente en 1994 como actriz, habiendo aparecido en un total de 216 películas.
Algunas películas suyas fueron Anything Goes, Beaver Ridge, Cum On My Face, Dirty Movies, Future Sodom, In Excess, Mystic Pieces, No Man's Land 5, One Wife to Give, Pillowman, Safe Cracker o Take My Wife Please.

## Premios y nominaciones
| Año  | Ceremonia   | Resultado | Premio                  | Trabajo                        |
| ---- | ----------- | --------- | ----------------------- | ------------------------------ |
| 1989 | Premios AVN | Nominada  | Mejor actriz de reparto | Taboo VI (en vídeo)            |
| 1990 | Premios AVN | Ganadora  | Mejor guion             | Cheeks II: The Bitter End      |
| 1992 | Premios AVN | Ganadora  | Mejor actriz de reparto | On Trial (en película)         |
| 1992 | Premios AVN | Ganadora  | Mejor guion             | Cheeks IV: A Backstreet Affair |